# Carol Mendelsohn

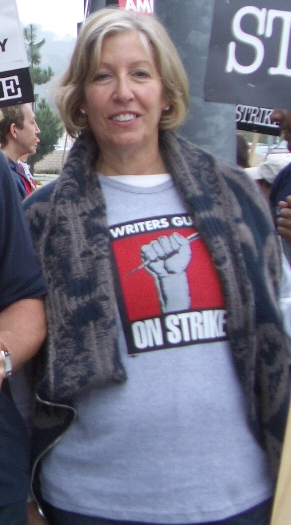

Carol Mendelsohn (1951) é uma produtora e roteirista estadunidense, que trabalhou como showrunner nas aclamadas séries de televisão CSI: Crime Scene Investigation, CSI: Miami e CSI: NY.

## Prêmios e indicações
Como parte da equipe de CSI, ela foi indicada ao Writers Guild of America Award, ao Producers Guild of America Award (duas vezes), ao Emmy Award (três vezes) e ao Edgar Award.

## Referencias
1. ↑  «Carol Mendelsohn». Television Academy (em inglês). Consultado em 19 de abril de 2024